# Feng Xiaogang
Feng Xiaogang (en chino tradicional, 馮小剛; en chino simplificado, 冯小刚; pinyin, Féng Xiǎogāng), (Pekín, 1958) es un director de cine chino.

## Biografía
Nacido como el hijo de un profesor universitario y una enfermera, Feng se unió a la troupe artística de la región militar de Pekín como diseñador de escenarios. Comenzaría su carrera cinematográfica como diseñador de arte en el Centro de Arte Televisivo de Pekín en 1985. Posteriormente, comenzaría a escribir guiones, y trabajaría muy de cerca con el director Zheng Xiaolong y el director Wang Shuo.
Su primera película se estrenaría en 1994, Yong shi wo ai (永失我爱, Gone Forever with My Love).
Con su segunda película, Jiafang yifang (Dream Factory, 1997), estableció un nuevo género  en el cine chino, el "Hesui Pian (贺岁片)" (cine de año nuevo), un tipo de comedia ligera que se proyecta entre diciembre y febrero justo antes del Año Nuevo Chino. 
En 2016 recibiría por su película Yo no soy Madame Bovary la máxima distinción en el Festival Internacional de Cine de San Sebastián, la Concha de Oro a mejor película. 

## Filmografía
- Yong shi wo ai (永失我爱, Gone Forever with My Love, 1994)
- Jiafang Yifang (甲方乙方, Dream Factory, 1997)
- Bujian Busan (不见不散, Be There or Be Square, 1998)
- Mei wan mei liao (没完没了, Sorry Baby, 1999)
- Yi sheng tan xi (一声叹息, A Sigh, 2000)
- El funeral del jefe (Da Wan 大腕, 2001)
- El móvil (Shou Ji 手机, 2003)
- Un mundo sin ladrones (Tianxia Wuzei 天下无贼, 2004)
- El Banquete (Ye Yan 夜宴, 2006)
- La Asamblea (Jijie hao 集结号, 2007)
- If you’re the one (Fēichéng Wùrǎo, 非诚勿扰, 2008)
- Aftershock (Tángshān Dà Dìzhèn 唐山大地震, 2010)
- If you’re the one 2 (Fēichéng Wùrǎo 2, 非诚勿扰 2, 2010)
- Back to 1942 (Yī Jǐu Sì Èr,  一九四二, 2012)
- Personal Tailor (Si ren ding zhi, 私人订制, 2013)
- I am not Madame Bovary (Wǒ Búshì Pān Jīnlián, 我不是潘金莲, 2016)
- Youth (Fānghuá, 芳华, 2017)

### Programas de variedades
| Año  | Programa   | Notas                      |
| ---- | ---------- | -------------------------- |
| 2016 | Day Day Up | invitado - junto a Kris Wu |
| 2015 | Happy Camp | invitado                   |

## Premios y distinciones
Festival Internacional de Cine de San Sebastián
| Año  | Categoría     | Película                | Resultado |
| ---- | ------------- | ----------------------- | --------- |
| 2016 | Concha de Oro | Yo no soy Madame Bovary | Ganador   |